# Èson
|  | Per a altres significats, vegeu «Èson (pintor)». |

Segons la mitologia grega, Èson (en grec antic: Αἴσων) va ser un rei de Iolcos, fill de Creteu i de Tiro. Era germà d'Amitàon i de Feres.
Es va casar amb Alcímede filla de Fílac o amb Polimeda, filla d'Autòlic, i va ser pare de Jàson. Pèlias, el seu germanastre, el va destronar i el va empresonar, i va enviar Jàson a buscar el velló d'or, pensant així que se'n desempallegaria. Quan va córrer el rumor de la mort dels argonautes, Pèlias, que ja no temia res, va voler matar Èson. Aquest va demanar poder triar la forma de morir, i es va enverinar amb sang de toro. Ovidi en canvi explica que Èson va tornar a veure el seu fill, i que Medea, un cop tornats els argonautes, amb les seves arts el va rejovenir.